# Elia Petyna
Aelia Paetina (I wiek) była drugą żoną przyszłego cesarza Klaudiusza. Pochodziła z rodziny Eliuszy Tuberonów (Aelius Tubero). Była jednocześnie adoptowaną siostrą Sejana, wpływowego i bezwzględnego prefekta pretorianów za cesarza Tyberiusza.
Poślubiła Klaudiusza w 28 n.e. a rozwód nastąpił w 31 n.e. Przyczyną rozwodu były podobno drobne nieporozumienia, jednakże może mieć to związek z zaszłym wówczas upadkiem władzy Sejana i jego śmiercią. Klaudiusz i Elia Petyna mieli jedyną córkę Klaudię Antonię. Po śmierci trzeciej żony Klaudiusza, Messaliny, cesarz rozważał ponowne małżeństwo z Elią, czego największym zwolennikiem był wpływowy wyzwoleniec Narcyz. Klaudiusz zdecydował się na małżeństwo z bratanicą Agrypiną. Nie mamy więcej wiadomości o Elii Petynie.
| Kwintus Eliusz Tuberon           |
| (Quintus Aelius Tubero); prawnik |

| Sekstus Eliusz Katus                   |
| (Sextus Aelius Catus); konsul w 4 n.e. |

| Elia Petyna               |
| \| 1. Klaudiusz cesarz \| |
| 1. Klaudiusz cesarz       |

| 1. Klaudiusz cesarz |

| adopt.               |
| Lucjusz Eliusz Sejan |

| Klaudia Antonia                                                            |
| \| 1. Gnejusz Pompejusz Magnus \| \| 2. Faustus Korneliusz Sulla Feliks \| |
| 1. Gnejusz Pompejusz Magnus                                                |
| 2. Faustus Korneliusz Sulla Feliks                                         |

| 1. Gnejusz Pompejusz Magnus        |
| 2. Faustus Korneliusz Sulla Feliks |